# Eponisiella gramina
Eponisiella gramina är en insektsart som beskrevs av Hu och Yang 1993. Eponisiella gramina ingår i släktet Eponisiella och familjen Meenoplidae. Inga underarter finns listade i Catalogue of Life.